# Новая Буда (Хиславичский район)
Но́вая Бу́да— деревня в  Смоленской области России,  в Хиславичском районе. Население — 16 жителей (2007 год) . Расположена в юго-западной  части области  в 23 км к юго-западуу  от Хиславичей, в 12 км восточнее границы с Беларусью, у истока реки Немка.
Входит в состав Соинского сельского поселения.

## История
Название произошло от слова Буда - в прошлом предприятие по производству поташа, расположенное в лесу.